# Gut Binolen
Das Gut Binolen liegt an der Hönne, gehörte zum Kirchspiel Balve (Märkischer Kreis, Nordrhein-Westfalen) und ging später in die Pfarrei Eisborn über.

## Geschichte
Wem das Gut Binolen zu Anfang gehört hat und wann es entstanden ist, ist nicht nachvollziehbar.
Im 13. Jahrhundert hatte die Familie von Binolen im Amt Balve bei der Hönne unweit von Volkringhausen ein Stammgut, auch Hof von Binol geheißen, welcher 1329 von Lubbert von Binolen an den Goddert von Hanxleden (Hangeslede) verkauft und angeblich irgendwann zerstört wurde.
Johan und Herman van Letmate und ihre Mutter Gertrud bekundeten am 11. Januar 1467 den Hof zu Binolen an Johan Schungele verkauft zu haben und fast zwei Monate später verkauft Johan Schungel diesen an seine Schwester Otberch Schungel, Jungfer zu Oelinghausen, und das Kloster Oelinghausen; Mitsiegler der Urkunde war der Johan Hausen.
Dieser Johan Schungel de Alde, Lehnsherr zu Neheim, Oevinghausen und Echthausen, sowie Besitzer von Schloss Wocklum wurde 1482 Mitglied der Ritterschaft des Amtes Balve. Johan Schungel der Jüngere, sein Sohn, war Amtmann und Landdrost zu Arnsberg als er 1500 die Gerharda von Fürstenberg zu Höllinghofen heiratete. Das Erbe ging an dessen Sohn Hennecke (Heinrich) von Bockenförde, genannt Schüngel (1498–1561), welcher kurkölnischer Landdroste im Herzogtum Westfalen und Droste des Amtes Balve war.
Nach dem Tod Henneckes am 30. Mai 1561 betraute Kurfürst Johann Gebhard von Mansfeld (reg. 1558–1562) Hermann von Hatzfeldt mit der Verwaltung des kurkölnischen Amtes Balve.
Zwei Jahre später vermählte sich Hermann von Hatzfeldt mit der Witwe des Hennecke Schüngel, der Elisabeth von Pentling († 1577), die aus ihrer ersten Ehe ihrem zweiten Gatten Schloss Wocklum, sowie umfangreichen Grundbesitz und Einkünfte im Amt Balve zubrachte.
Die Geschwister und Neffen des Landdrosten führten 1564 Prozesse um das Erbe und wollten sich mit den geringen Abfindungen, die ihnen Elisabeth und ihr zweiter Ehemann Hermann von Hatzfeld zahlen wollten, nicht zufriedengeben.
Hermann von Hatzfeld, der sich im Truchsessischen Krieg als Widersacher der Reformation hervortat, starb am 20. Februar 1600 kinderlos auf Schloss Wocklum.
Im Jahre 1656 erwarb der Landdrosten Daniel Dietrich von Landsberg zu Erwitte († 1683) das Schloss und die dazugehörigen Güter.
1793 erscheint das Gut Binolen wieder, als der Ferdinand Carolus Wortmann genannt Cord (1765–1832) das zu Haus Wocklum gehörende Gut übernahm. Wahrscheinlich hat er es vom damaligen lebenden Erben von Haus Wocklum, dem Paul Hermann Joseph von Landsberg-Velen (1761–1800), erworben.
Dieser Ferdinand Carolus Wortmann genannt Cord schloss im gleichen Jahr einen Pachtvertrag mit dem August Joseph von Plettenberg (1767–1805), Lenhausen, über die Nutzung von Gut Lenhausen und heiratete die Theresia Klute aus Wocklum.
Sie bekamen 1797 einen Sohn, den Josef Wortmann († 1851). Die Mutter Theresia muss kurz darauf gestorben sein, denn Ferdinand heiratete 1798 die Anna Maria Catharina Elisabeth Bitter (1770–1835) von Klusenstein.
Ferdinand Wortmann betrieb u. a. Kalköfen, war ein bemerkenswerter Kleinunternehmer und engagierte sich seit 1845 für den Bau der Aktienstraße an der Hönne zwischen Menden und Balve.
Sein erster Sohn aus der zweiten Ehe, Eberhard (1805–1875), übernahm das Hofgut und vermählte sich 1833 mit Sophia Severin (1813–1839) aus Menden. Die jüngste Tochter Maria Theresia (1837–1878), welche 1862 den Caspar Theodor Joseph Cosack (1835–1889) vom Hof Oberstade an der Ruhr heiratete, erbte das Gut.
Da sich Schwiegersohn und -vater nicht verstanden, verließ Caspar mit seiner Ehefrau den Hof, pachtete 1862 das Gut Hemmerde des Freiherrn von Romberg in West-Hemmerde am Hellweg und nahm das Gutsarchiv als Verwalter mit.
Weil die Schwester Lisette Blome, geb. Wortmann, Sundern, mit ihrem Erbe nicht einverstanden war, kam es 1875 zu einer Erbauseinandersetzung zwischen den beiden. Ein paar Jahre später im Jahr 1877 wurde dann das Inventar von Gut Binolen verkauft.
Nach dem Tode des Caspar Theodor Joseph Cosack 1889 muss das Gut Binolen wohl verkauft worden sein und befindet sich angeblich im Besitz der Familien Recke (Haus Recke) und Cramer (Balve).